# あなたに夢中
「あなたに夢中」（あなたにむちゅう）は、1973年9月1日に発売されたキャンディーズのデビュー・シングル。

## 解説
女性アイドルグループ・キャンディーズの歌手デビュー・シングル。
曲の全般にわたり3声和音のハーモニーが主体となる、キャンディーズとしてはコーラス色が強い曲である。なお、このデビュー曲当時のリードボーカルは歌唱力が優れていた田中好子(スー）がセンター、伊藤蘭（ラン）は向かって左の位置に、藤村美樹（ミキ）は右の位置で歌唱していた。
解散コンサート時点でのシングル売上は累計15万枚（CBSソニー調べ）。
「あなたに夢中」「なみだ草」ともに、ファースト・アルバム『あなたに夢中〜内気なキャンディーズ〜』（1973.12.5）に収録された。
1970年代〜1980年代にかけてアポロンから発売されていた各種ベスト盤カセットテープの一部にはこの曲の別MIXが収録されているが、現在までCD化されていない。現在は東京音楽工業から発売されているカセットテープ『ビッグスターシリーズ　心に残る愛唱歌　キャンディーズVol.1』で聴く事が出来る。
田中好子の葬儀・告別式（2011年4月25日）では出棺時にこの曲が流された。

## 収録曲
- 両楽曲共に、作詞：山上路夫／作曲：森田公一／編曲：竜崎孝路

1. あなたに夢中（3分9秒）
2. なみだ草（2分49秒）

## カバー
- 2000年、横山智佐 『Best Selection』に収録。
- 2006年、THE ポッシボー 『初恋のカケラ』に収録。
- 2009年、BSフジ『Beポンキッキ』に出演しているフジテレビKIDSのキャラクター・ロリポップスがデビュー曲としてカバー。
- 2012年、ROLLY 『グラマラス・ローリー〜グラム歌謡を唄う』に収録。
- 2013年、C@n-dols 『年下の男の子』に収録。

## その他
- ザ・ピーナッツ、太田裕美をはじめ、数多くの同名異曲が存在する[3]。